# Red Bull Air Race 2015
Die Red Bull Air Race 2015 Weltmeisterschaft war die 10. Saison einer von der Red Bull Air Race GmbH organisierten Serie von Luftrennen. In der Rennsaison 2015 wurden acht Rennen durchgeführt. Die Stationen waren Abu Dhabi (Vereinigte Arabische Emirate), Chiba (Japan), Rovinj (Kroatien), Budapest (Ungarn), Ascot (Großbritannien), Spielberg (Österreich), Fort Worth (USA) und Las Vegas (USA).

## Air Race Piloten 2015

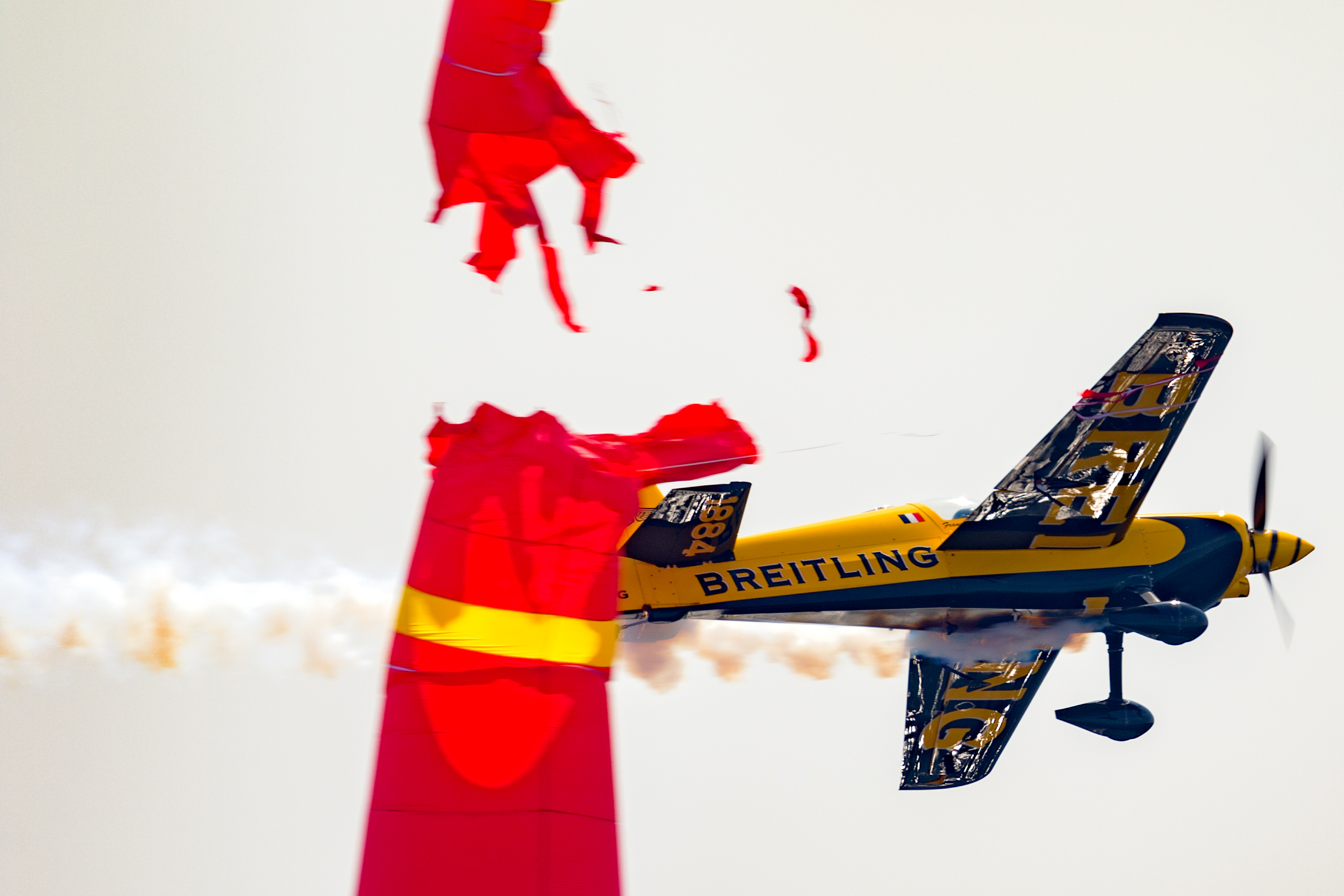
Zivko Edge 540 von François Le Vot beim Red Bull Air Race 2015 in Chiba mit einem Pylon Hit

### Master Class
| Nr. | Pilot             | Herkunft               | Flugzeug                        |
| --- | ----------------- | ---------------------- | ------------------------------- |
| 08  | Martin Šonka      | Tschechien             | Zivko Edge 540                  |
| 09  | Nigel Lamb        | Vereinigtes Königreich | MXS-R                           |
| 10  | Kirby Chambliss   | Vereinigte Staaten     | Zivko Edge 540                  |
| 12  | François Le Vot   | Frankreich             | Zivko Edge 540                  |
| 21  | Matthias Dolderer | Deutschland            | Zivko Edge 540                  |
| 22  | Hannes Arch       | Österreich             | Zivko Edge 540                  |
| 26  | Juan Velarde      | Spanien                | Zivko Edge 540                  |
| 27  | Nicolas Ivanoff   | Frankreich             | Zivko Edge 540                  |
| 31  | Yoshihide Muroya  | Japan                  | Zivko Edge 540                  |
| 55  | Paul Bonhomme     | Vereinigtes Königreich | Zivko Edge 540                  |
| 84  | Pete McLeod       | Kanada                 | Zivko Edge 540                  |
| 91  | Péter Besenyei    | Ungarn                 | Corvus Racer 540 Zivko Edge 540 |
| 95  | Matt Hall         | Australien             | MXS-R                           |
| 99  | Michael Goulian   | Vereinigte Staaten     | Zivko Edge 540                  |

#### Pilotenwechsel
- Die bisherigen Challenger Class Piloten François Le Vot ( Frankreich) und Juan Velarde ( Spanien) debütierten in der Master Class.[1][2]

### Challenger Class
- Die „Standard“-Maschine aller Challenger Cup Piloten war die Extra 330LX.

| Nr. | Pilot           | Herkunft    |
| --- | --------------- | ----------- |
| 05  | Cristian Bolton | Chile       |
| 11  | Mikaël Brageot  | Frankreich  |
| 17  | Daniel Ryfa     | Schweden    |
| 18  | Petr Kopfstein  | Tschechien  |
| 37  | Peter Podlunšek | Slowenien   |
| 62  | Florian Bergér  | Deutschland |
| 77  | Francis Barros  | Brasilien   |

#### Pilotenwechsel
- François Le Vot und Juan Velarde wechselten in die Master Class.
- Florian Bergér und Francis Barros debütierten in der Challenger Class.[3]
- Tom Bennet, Luke Czepiela, Halim Othman und Claudius Spiegel schieden aus der Challenger Class Serie aus.

## Rennkalender
| Nr. | Datum             | Rennen     | Quali-Sieger      | Sieger        | Zweiter       | Dritter           | Gesamtführender | Sieger Challenger |
| --- | ----------------- | ---------- | ----------------- | ------------- | ------------- | ----------------- | --------------- | ----------------- |
| 01  | 13./14. Februar   | Abu Dhabi  | Paul Bonhomme     | Paul Bonhomme | Matt Hall     | Pete McLeod       | Paul Bonhomme   | Cristian Bolton   |
| 02  | 16./17. Mai       | Chiba      | Nicolas Ivanoff   | Paul Bonhomme | Matt Hall     | Matthias Dolderer | Paul Bonhomme   | Petr Kopfstein    |
| 03  | 30./31. Mai       | Rovinj     | Paul Bonhomme     | Hannes Arch   | Martin Šonka  | Matt Hall         | Paul Bonhomme   | Daniel Ryfa       |
| 04  | 4./5. Juli        | Budapest   | Matt Hall         | Hannes Arch   | Paul Bonhomme | Martin Šonka      | Paul Bonhomme   | Daniel Ryfa       |
| 05  | 15./16. August    | Ascot      | Paul Bonhomme     | Paul Bonhomme | Matt Hall     | Martin Šonka      | Paul Bonhomme   | Petr Kopfstein    |
| 06  | 5./7. September   | Spielberg  | –                 | Matt Hall     | Paul Bonhomme | Kirby Chambliss   | Paul Bonhomme   | Mikaël Brageot    |
| 07  | 26./27. September | Fort Worth | Matthias Dolderer | Paul Bonhomme | Matt Hall     | Yoshihide Muroya  | Paul Bonhomme   | Mikaël Brageot    |
| 08  | 17./18. Oktober   | Las Vegas  | Yoshihide Muroya  | Matt Hall     | Paul Bonhomme | Matthias Dolderer | Paul Bonhomme   | Mikaël Brageot    |

## Meisterschaft

### Master Class
| Pos. | Pilot             | Abu Dhabi | Chiba | Rovinj | Budapest | Ascot | Spielberg | Fort Worth | Las Vegas | Punkte |
| ---- | ----------------- | --------- | ----- | ------ | -------- | ----- | --------- | ---------- | --------- | ------ |
| 1    | Paul Bonhomme     | 1         | 1     | 8      | 2        | 1     | 2         | 1          | 2         | 76     |
| 2    | Matt Hall         | 2         | 2     | 3      | 5        | 2     | 1         | 2          | 1         | 71     |
| 3    | Hannes Arch       | 4         | 11    | 1      | 1        | 8     | 13        | 10         | 5         | 34     |
| 4    | Martin Šonka      | 10        | 10    | 2      | 3        | 7     | 4         | 4          | 8         | 29     |
| 5    | Matthias Dolderer | 9         | 3     | 6      | 7        | 10    | 6         | 5          | 3         | 26     |
| 6    | Yoshihide Muroya  | 6         | 8     | 10     | 9        | 3     | 10        | 3          | 4         | 23     |
| 7    | Nigel Lamb        | 5         | 5     | 5      | 8        | 5     | 12        | 6          | 10        | 20     |
| 8    | Pete McLeod       | 3         | 12    | 7      | 4        | 13    | 5         | 8          | 11        | 19     |
| 9    | Nicolas Ivanoff   | 8         | 4     | 9      | 14       | 4     | 9         | 7          | 7         | 15     |
| 10   | Michael Goulian   | 12        | 6     | 4      | 11       | 9     | 7         | 9          | 6         | 13     |
| 11   | Kirby Chambliss   | DNS       | 7     | 11     | 10       | 12    | 3         | 11         | 12        | 9      |
| 12   | Péter Besenyei    | 7         | 13    | 12     | 6        | 6     | 8         | 12         | 13        | 9      |
| 13   | Juan Velarde      | 13        | 9     | 13     | 13       | 11    | 11        | 13         | 9         | 0      |
| 14   | François Le Vot   | 11        | 14    | 14     | 12       | 14    | DSQ       | 14         | 14        | 0      |

(Legende: DNP = Nicht teilgenommen; DNS = Nicht gestartet; DSQ = Disqualifiziert; CAN = Abgesagt)
Punktesystem
| Platzierung | 1    | 2      | 3      | 4    | 5    | 6    | 7    | 8    | 9    | 10   | 11   | 12   | 13   | 14   |
| Punkte      | 12   | 9      | 7      | 5    | 4    | 3    | 2    | 1    | 0    | 0    | 0    | 0    | 0    | 0    |
| Farbe       | Gold | Silber | Bronze | Grün | Grün | Grün | Grün | Grün | Blau | Blau | Blau | Blau | Blau | Blau |

### Challenger Class
| Pos. | Pilot           | Abu Dhabi | Chiba | Rovinj | Budapest | Ascot | Spielberg | Fort Worth | Punkte gestrichen | Punkte |
| ---- | --------------- | --------- | ----- | ------ | -------- | ----- | --------- | ---------- | ----------------- | ------ |
| 1    | Mikaël Brageot  | 3         |       | 2      | 2        |       | 1         | 1          | 14                | 28     |
| 2    | Daniel Ryfa     | 5         | 2     | 1      | 1        | 3     | 3         |            | 14                | 28     |
| 3    | Petr Kopfstein  | 2         | 1     |        | 4        | 1     | 2         | 6          | 12                | 28     |
| 4    | Cristian Bolton | 1         | 3     | 3      | 5        | 2     |           | 4          | 12                | 24     |
| 5    | Peter Podlunšek |           | 6     | 4      | 3        | 4     | 4         | 2          | 8                 | 18     |
| 6    | Florian Bergér  | 4         | 4     |        | 6        | 5     | 5         | 3          | 4                 | 14     |
| 7    | Francis Barros  | DSQ       | 5     | 5      |          | 6     | 6         | 5          |                   | 6      |

(Legende: DNP = Nicht teilgenommen; DNS = Nicht gestartet; DSQ = Disqualifiziert; CAN = Abgesagt)
Punktesystem
| Platzierung | 1    | 2      | 3      | 4    | 5    | 6    |
| Punkte      | 10   | 8      | 6      | 4    | 2    | 0    |
| Farbe       | Gold | Silber | Bronze | Grün | Grün | Blau |